# Fernand Louis Langle de Cary

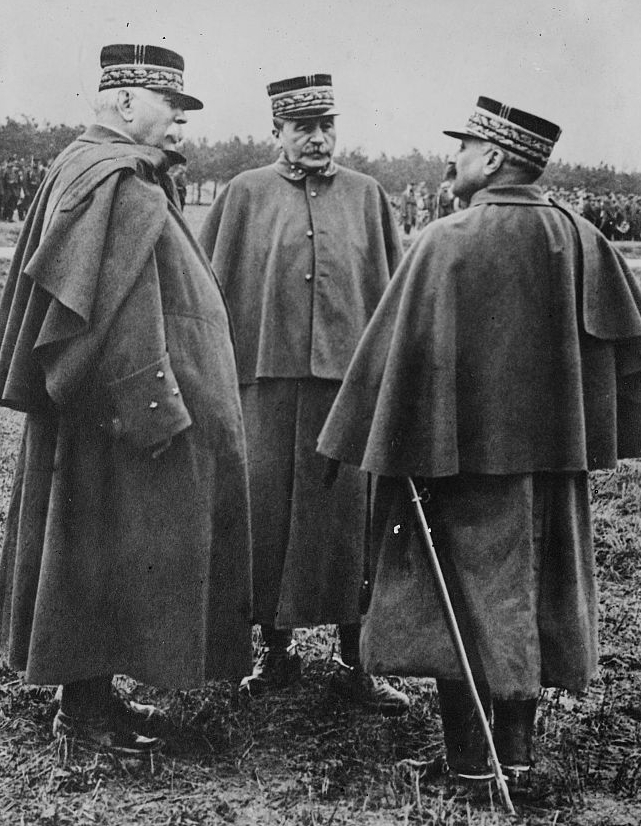
Langle de Cary zwischen Marschall Joffre (links) und General Guillaumat (rechts)

Fernand Louis Armand Langle de Cary  (* 4. Juli 1849 in Lorient; † 19. Februar 1927 in Pont-Scorff) war ein französischer Général de division des Ersten Weltkrieges, er führte die 4. Armee in der Champagne.

## Leben
Langle de Cary beendete 1869 die Kriegsschule von St. Cyr als Kavallerie-Offizier und nahm 1870/1871 als Offizier am Deutsch-Französischen Krieg teil. 1900 wurde er zum Général de brigade und 1906 zum Général de division befördert. 1912–1914 war er Mitglied im Obersten Kriegsrat. Im Juli 1914 wurde er vorerst in den Ruhestand verabschiedet.
Im August 1914 wurde Langle de Cary auf Betreiben des Kriegsministers Milleraud reaktiviert und erhielt den Oberbefehl der 4. Armee. Am 22. August wurde er in der Schlacht in den belgischen Ardennen bei Neufchâteau und an der Semois durch die vorgehende deutsche 4. Armee unter Albrecht Herzog von Württemberg geschlagen. Am 25. August zog er sich bei Stenay auf das südliche Maasufer zurück. Zwischen dem 25. und dem 29. August rang er und die rechts anschließende 3. Armee des Generals Ruffey vergeblich um die Maaslinie und wurde von den Deutschen über die Argonnen in die Champagne zurückgedrängt. Die französische 3. Armee, die ab 3. September unter Führung des Generals Sarrail stand, zog sich auf die Festung Verdun zurück, während sich Langle de Cary mit seinen Truppen über Clermont-en-Argonne nach Süden in Richtung Châlons-en-Champagne auswich. Während der ersten Schlacht an der Marne vom 6. bis 11. September hatte Langle de Cary die Aufgabe die deutschen Kräfte am östlichen Teil der angreifenden Schlachtlinie durch Ablenkungsangriffe bei Consenvoye zu binden. Er konnte allen Durchbruchsversuche der deutschen 4. Armee im Raum Vitry-le-François standhalten und erlaubte dadurch den Truppen der an seinem linken Flügel stehenden 9. Armee unter General Ferdinand Foch mit ganzer Kraft bei Sézanne an Marschall Joffre Gegenoffensive teilzunehmen. Langle de Cary gelang es während der ersten Schlacht an der Aisne Chalons-sur-Marne erneut zu besetzen und bis auf Suippes nachzurücken. Die 4. Armee verblieb hier für das nächste Jahr an dieser Front im zähen Stellungskrieg gebunden. Seine Armee führte aber sowohl im Dezember 1914 wie auch im Februar 1915 Durchbruchsversuche in Richtung Vouziers aus, die aber am Widerstand der 3. deutschen Armee unter General Karl von Einem scheiterten. Am 25. September 1915 begann an seinem Frontabschnitt die erste tiefgestaffelte und mit mehrtägigen  Trommelfeuer eingeleitete Herbstschlacht in der Champagne, welche horrende Verluste für nur geringe Geländegewinne brachte.
Am 11. Dezember 1915 löste Langle de Cary den bisherigen Führer der „Heeresgruppe Mitte“, General Castelnau ab. Er erhielt damit für zwei Monate den Oberbefehl über die 3., 4. und 5. Armee – welche die Front von Verdun westlich durch die Champagne bis Reims hielten. Im Januar 1916 musste er auf Betreiben Joffres die „Heeresgruppe Ost“ an der französischen Festungslinie übernehmen, hier war aber bereits die schwere Artillerie entfernt worden, um Joffres Offensiven anderweitig zu unterstützen. Als der deutsche Angriff auf Verdun (→ Schlacht um Verdun) ab dem 21. Februar 1916 anlief und zu Beginn einige Erfolge aufwies, wurde Langle zum Sündenbock gemacht. Langle de Cary empfahl schon den Rückzug, wurde aber im Kriegsrat von Joffre überstimmt, an seiner Stelle wurde General Pétain zum neuen Leiter der Verteidigung von Verdun ernannt. Am anfänglich schlechten Zustand der Festung Verdun war er unschuldig.
Langle de Cary wurde völlig ins Abseits gedrängt und schließlich im März 1916 von seinem Kommando enthoben. Langle de Cary war ein durchaus fähiger Feldherr, seine letzte Aufgabe war eine Inspektion der Kolonialtruppen in Nordafrika. Im Dezember 1917 wurde er aus dem aktiven Dienst in Disposition gestellt. 
Im Ruhestand schrieb er seine Memoiren, die sich insbesondere gegen Joffre richteten. Fernand Louis Langle de Cary verstarb im Jahre 1927 als 78-Jähriger und wurde im Caveau des Gouverneurs der Cathédrale Saint-Louis-des-Invalides in Paris beigesetzt.